# Goethemuseum (Stützerbach)

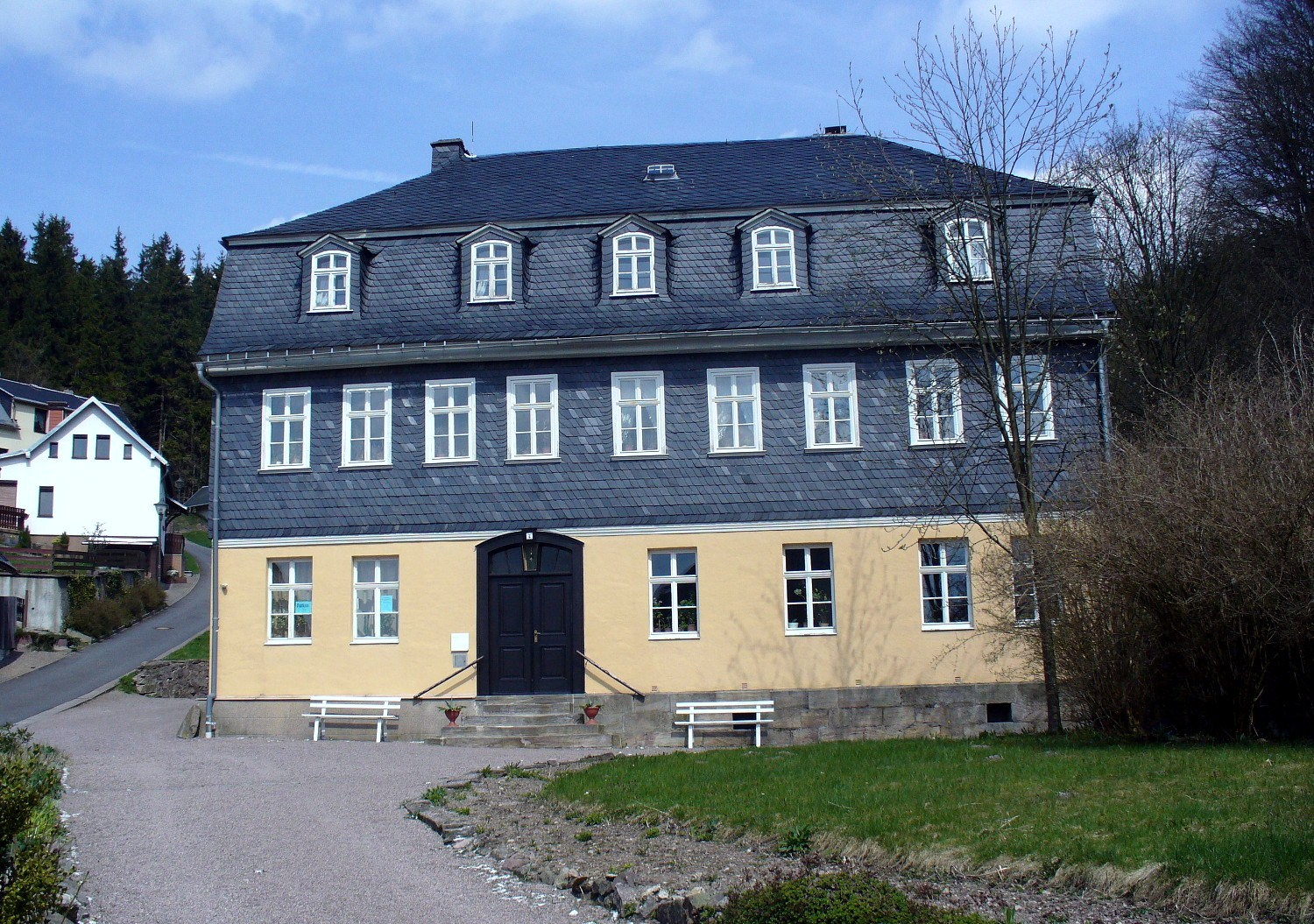
Gundelachsches Haus

Das Goethemuseum Stützerbach in Stützerbach zwischen Ilmenau und Schleusingen ist im ehemaligen Haus des Glashüttenbesitzers Johann Niclaus Gundelach († 1748) eingerichtet. Bei dessen Enkel Gottlob († 1778) und Urenkel Johann Daniel Gundelach († 1811) war Goethe zwischen 1776 und 1780 dreizehnmal zu Gast gewesen. In seinem Tagebuch vom 25. Juli 1776 schrieb er: „Früh der Herzog nach Frauw. u Schleusingen. Ich Nachmittags. nach Stüzzerbach mit Einsiedel. Nachts bey Gundlach“. Briefe Goethes an Gundelach haben sich wohl nicht erhalten.
Auch Karl August von Sachsen-Weimar-Eisenach (1757–1828) logierte bei ihm. Wahrscheinlich standen Goethes Besuche im Zusammenhang mit seinem Amt der Oberaufsicht des Bergbaues des Herzogtums Sachsen-Weimar-Eisenach und mit der 1777 in Ilmenau beginnenden Porzellanproduktion. Gundelach entstammte einer Familie, welche bereits über mehrere Generationen mit dem Glasmacherhandwerk verbunden und auch Teilhaber der Glashütte Allzunah war.
Das Gebäude ist zweistöckig mit einem schiefergedeckten hohen Mansarddach. Die späteren Besitzer sorgten für die Erhaltung des „Goethezimmers“ im alten Zustand. Seit 1962 ist es öffentliche Goethe-Gedenkstätte. Das Museum macht mit Goethes naturwissenschaftlichen Studien, seinen Schreiben zu Bergwerksangelegenheiten in Ilmenau vertraut, zeigt Papiere mit Stützerbacher Wasserzeichen und gewährt Einblicke in die Geschichte der technischen Glas- und Papierherstellung.
Außer in diesem Stützerbacher Haus verkehrte Goethe in jenem von Johann Elias Glaser. Dieser wiederum war mit den Gundelachs verwandt.
Die Einrichtung bildet die Endstation des in Ilmenau beginnenden Goethewanderweg Ilmenau–Stützerbaches.